# Zapandí
Zapandí fue un rey indígena de Costa Rica, cuyos dominios se encontraban en la boca del río homónimo, hoy llamado Tempisque, y fueron visitados por el conquistador Gil González Dávila en 1522. El recuento hecho por el tesorero de la expedición, Andrés de Cereceda, lo menciona con el nombre de Sabandi o Sabandí y solamente indica que residía a cinco leguas de distancia de Nicoya y a cuatro de Corobicí.
Por su parte, el cronista Gonzalo Fernández de Oviedo y Valdés, que visitó la región de Nicoya en 1529, dice que del golfo nicoyano «sube tres leguas la marea por el río llamado Zapandi, que está en la culata a fin de este golfo; e allí hay un cacique que tiene el nombre del río é se llama asimismo Zapandi».
- Datos: Q6170913